# Mario Monti
Mario Monti (født 19. marts 1943 i Varese, Lombardiet) er en italiensk økonom og partiløs politiker, og tidligere EU-kommissær. Han blev udpeget til at danne og lede en ny italiensk regering, efter Silvio Berlusconi gik af som premierminister i november 2011.

## Baggrund
Han blev født i Varese den 19 marts 1943. Hans mor var fra Piacenza og hans far voksede op i Varese, skønt faderen blev født i Luján i Buenos Aires provinsen, Argentina, hvor Monti familie var emigreret i det 19. århundrede og opbygget en soft-drink-og øl-produktion. Montis far forlod Italien for Argentina under Anden Verdenskrig, men vendte senere tilbage til sin familie hjemme i Varese. 
Monti er uddannet økonom fra Bocconiuniversitetet i Milano, og studerede videre ved Yale University under nobelprisvinder James Tobin. I 1971 blev han ansat som professor ved Bocconiuniversitetet, og i 1989 blev han rektor ved universitetet.
Monti er gift og har to børn.

## Politisk karriere
Fra 1995 til 2004 sad Monti som EU-kommissær, først med ansvar for det indre marked, og senere for konkurrencespørgsmålet. Monti regnes som en forkæmper for frie markeder og reduktion af de offentlige udgifter, og er blandt andet kendt for at have arbejdet med at definere europæiske og internationale antitrust-standarder. I 2001 forhindrede han fusion mellem General Electric og Honeywell, noget som var første gang Europa-kommissionen stoppede en sammenlægning mellem to amerikanske selskaber. Han har også sat en proces i gang mod Microsofts monopollignende stilling på it-marked.
Monti var den første formand for den europæiske tænketank Bruegel, medlem af den såkaldte Bilderberggruppe, og international rådgiver for Goldman Sachs og Coca-Cola Company. Han blev nomineret til senator på livstid af den italienske præsident Giorgio Napolitano den 9. november 2011.

## Tildelte priser
- Republikken Italiens fortjenstmedalje, grad af ridder, 29. november 2004[11]
- Republikken Italiens fortjenstmedalje, grad af kommandør, 27 December 1992[12]